# Fond suveran
Fond suveran de investiții (FSI), un fond suveran de investiții sau un fond social este un fond de investiții deținut de stat care investește în active reale și financiare, cum ar fi acțiuni, obligațiuni, imobiliare, metale prețioase sau în investiții alternative, cum ar fi fond privat de investiții sau fonduri speculative. Fondurile suverane investesc la nivel global. Majoritatea fondurilor FSI sunt finanțate din veniturile din exporturile de mărfuri sau din rezervele valutare deținute de banca centrală.
Unele fonduri suverane pot fi deținute de o bancă centrală, care acumulează fondurile în cursul gestionării sistemului bancar al unei țări; acest tip de fond are de obicei o importanță economică și fiscală majoră. Alte fonduri suverane sunt pur și simplu economiile de stat care sunt investite de diverse entități în scopul rentabilității investițiilor și care pot să nu aibă un rol semnificativ în managementul fiscal.
Fondurile acumulate își pot avea originea sau pot reprezenta depozite în valută străină, aur, drepturi speciale de tragere (DST) și poziții de rezervă ale Fondului Monetar Internațional (FMI) deținute de băncile centrale și autoritățile monetare, împreună cu alte active naționale, cum ar fi pensiile investiții, fonduri petroliere sau alte participații industriale și financiare. Acestea sunt active ale națiunilor suverane care sunt de obicei deținute în rezerve valutare diferite (cum ar fi dolarul, euro, lira și yenul). Astfel de entități de gestionare a investițiilor pot fi înființate ca societăți de investiții oficiale, fonduri de pensii de stat sau fonduri suverane, printre altele.
Au existat încercări de a distinge fondurile deținute de entitățile suverane de rezervele valutare deținute de băncile centrale. Fondurile suverane pot fi caracterizate ca maximizând randamentul pe termen lung, rezervele valutare servind „stabilizării valutare” pe termen scurt și gestionării lichidității. Multe bănci centrale dețin în ultimii ani rezerve cu mult peste nevoile de lichiditate sau de gestionare a valutei. În plus, se crede că majoritatea s-au diversificat enorm în alte active decât cele monetare pe termen scurt, foarte lichide, deși aproape nicio dată nu este disponibilă public pentru a susține această afirmație.

## Cele mai mari fonduri suverane de avere
| Țara sau Regiunea               | Abreviere  | Fond                                                               | Active, miliarde USD | Început | Origine                                   |
| ------------------------------- | ---------- | ------------------------------------------------------------------ | -------------------- | ------- | ----------------------------------------- |
| Japonia                         | GPIF       | Government Pension Investment Fund                                 | 1.573,7              | 2006    | Fără materii prime                        |
| Norvegia                        | GPF-G      | Government Pension Fund                                            | 1.222,4              | 1990    | Hidrocarburi                              |
| China                           | CIC        | China Investment Corporation                                       | 1,222.3              | 2007    | Fără materii prime                        |
| Kuweit                          | KIA        | Kuweit Investment Authority                                        | 737.94               | 1953    | Hidrocarburi                              |
| Emiratele Arabe Unite           | ADIA       | Abu Dhabi Investment Authority                                     | 697.86               | 1967    | Hidrocarburi                              |
| China                           | SAFE       | SAFE Investment Company                                            | 743                  | 1997    | Fără materii prime                        |
| Hong Kong                       | HKMA       | Exchange Fund (Hong Kong)                                          | 585.73               | 1935    | Fără materii prime                        |
| Singapore                       | GIC        | GIC Private Limited                                                | 578                  | 1981    | Fără materii prime                        |
| Singapore                       | TH         | Temasek Holdings                                                   | 484.4                | 1974    | Fără materii prime                        |
| Arabia Saudită                  | PIF        | Public Investment Fund                                             | 580                  | 1971    | Hidrocarburi                              |
| Emiratele Arabe Unite           | ICD        | Investment Corporation of Dubai                                    | 301.68               | 2006    | Hidrocarburi                              |
| Qatar                           | QIA        | Qatar Investment Authority                                         | 450                  | 2005    | Hidrocarburi                              |
| Franța                          | CDC        | Caisse des Dépôts et Consignations                                 | 202                  | 1816    | Fără materii prime                        |
| Rusia                           | NWF        | Russian National Wealth Fund                                       | 182.59               | 2008    | Hidrocarburi                              |
| Emiratele Arabe Unite           | MIC        | Mubadala Investment Company                                        | 243                  | 1984    | Hidrocarburi                              |
| Coreea de Sud                   | KIC        | Korea Investment Corporation                                       | 201                  | 2005    | Fără materii prime                        |
| Australia                       | FF         | Future Fund                                                        | 147.71               | 2006    | Fără materii prime                        |
| Kuweit                          | PIFSS      | Public Institution For Social Security Fund                        | 133.7                | 1955    | Fără materii prime                        |
| Iran                            | NDFI       | National Development Fund                                          | 24                   | 2011    | Hidrocarburi                              |
| Emiratele Arabe Unite           | ADQ        | Abu Dhabi Developmental Holding Company                            | 79                   | 2018    | Fără materii prime                        |
| Franța                          | BPI        | Bpifrance                                                          | 33                   | 2008    | Fără materii prime                        |
| Libia                           | LIA        | Libyan Investment Authority                                        | 67                   | 2006    | Hidrocarburi                              |
| Kazahstan                       | NF         | Kazakhstan National Fund                                           | 55.32                | 2012    | Hidrocarburi                              |
| Kazahstan                       | SK         | Samruk-Kazyna                                                      | 68.38                | 2008    | Hidrocarburi                              |
| Statele Unite ale Americii      | APFC       | Alaska Permanent Fund                                              | 83.85                | 1976    | Hidrocarburi                              |
| Brunei                          | BIA        | Brunei Investment Agency                                           | 71.60                | 1983    | Hidrocarburi                              |
| Emiratele Arabe Unite (Federal) | EIA        | Emirates Investment Authority                                      | 78                   | 2007    | Hidrocarburi                              |
| Statele Unite ale Americii      | UTIMCO     | Texas Permanent University Fund                                    | 69.21                | 1876    | Redevențe pentru terenuri și minerale     |
| Azerbaidjan                     | SOFAZ      | State Oil Fund of the Republic of Azerbaijan                       | 43                   | 1999    | Hidrocarburi                              |
| Rusia                           | RDIF       | Russian Direct Investment Fund                                     | 40                   | 2011    | Fără materii prime                        |
| Norvegia                        | GPF-N      | Government Pension Fund – Norway                                   | 22                   | 2006    | Hidrocarburi                              |
| Austria                         | ÖBAG       | Österreichische Beteiligungs AG                                    | 38.4                 | 1967    | Fără materii prime                        |
| Turcia                          | TWF        | Turkey Wealth Fund                                                 | 294.09               | 2017    | Fără materii prime                        |
| Malaysia                        | KN         | Khazanah Nasional                                                  | 30.4                 | 1993    | Fără materii prime                        |
| Oman                            | OIA        | Oman Investment Fund                                               | 17                   | 1980    | Hidrocarburi                              |
| Noua Zeelandă                   | NZSF       | New Zealand Superannuation Fund                                    | 27                   | 2003    | Fără materii prime                        |
| Statele Unite ale Americii      | NMSIC      | New Mexico State Investment Council                                | 26                   | 1958    | Hidrocarburi                              |
| Germania                        | NWDF       | Nuclear Waste Disposal Fund                                        | 24                   | 2017    | Fără materii prime                        |
| Timor Leste                     | TLPF       | Timor-Leste Petroleum Fund                                         | 18                   | 2005    | Hidrocarburi                              |
| Chile                           | ESSF       | Economic and Social Stabilization Fund                             | 11                   | 2007    | Cupru                                     |
| Canada                          | AHSTF      | Alberta Heritage Savings Trust Fund                                | 18.9                 | 1976    | Hidrocarburi                              |
| Bahrain                         | BMHC       | Mumtalakat Holding Company                                         | 19                   | 2006    | Hidrocarburi                              |
| Chile                           | PRF        | Pension Reserve Fund                                               | 11                   | 2006    | Cupru                                     |
| Irlanda                         | ISIF       | Ireland Strategic Investment Fund                                  | 12                   | 2014    | Fără materii prime                        |
| Peru                            | FSF        | Fiscal Stabilization Fund                                          | 5                    | 1999    | Fără materii prime                        |
| Italia                          | CDP Equity | Cassa Depositi e Prestiti Equity                                   | 5                    | 2011    | Fără materii prime                        |
| Statele Unite ale Americii      | PWMTF      | Permanent Wyoming Mineral Trust Fund                               | 23                   | 1974    | Minerale                                  |
| Botswana                        | PF         | Pula Fund                                                          | 4                    | 1994    | Diamonds                                  |
| Trinidad & Tobago               | HSF        | Heritage and Stabilization Fund                                    | 6                    | 2000    | Hidrocarburi                              |
| China                           | CADF       | China-Africa Development Fund                                      | 10                   | 2007    | Fără materii prime                        |
| Angola                          | FSDEA      | Fundo Soberano de Angola                                           | 5                    | 2012    | Hidrocarburi                              |
| Statele Unite ale Americii      | NDLF       | North Dakota Legacy Fund                                           | 8.1                  | 2011    | Hidrocarburi                              |
| Indonezia                       | INA        | Indonesia Investment Authority                                     | 5.3                  | 2021    | Fără materii prime                        |
| India                           | NIIF       | National Investment and Infrastructure Fund                        | 4                    | 2015    | Fără materii prime                        |
| Columbia                        | FAEP       | Fondo de Ahorro y Estabilización Petrolera                         | 12                   | 1995    | Hidrocarburi                              |
| Statele Unite ale Americii      | ATF        | Alabama Trust Fund                                                 | 3                    | 1985    | Hidrocarburi                              |
| Statele Unite ale Americii      | SIFTO      | Utah-SITFO                                                         | 2.5                  | 1983    | Redevențe pentru terenuri și minerale     |
| Statele Unite ale Americii      | IEFIB      | Idaho Endowment Fund Investment Board                              | 2                    | 1969    | Redevențe pentru terenuri și minerale     |
| Nigeria                         | BDIC       | Bayelsa Development and Investment Corporation                     | 0.1                  | 2012    | Fără materii prime                        |
| Nigeria                         | NSIA       | Nigeria Sovereign Investment Authority                             | 2.6                  | 2011    | Hidrocarburi                              |
| Kuweit                          | AWQAF      | Awqaf and Islamic Affairs Fund                                     | 1.99                 | 1993    | Fără materii prime                        |
| Statele Unite ale Americii      | LEQTF      | Louisiana Education Quality Trust Fund                             | 1.4                  | 1986    | Hidrocarburi                              |
| Panama                          | FAP        | Fondo de Ahorro de Panama                                          | 1.4                  | 2012    | Fără materii prime                        |
| Emiratele Arabe Unite           | RIA        | RAKIA                                                              | 2                    | 2005    | Hidrocarburi                              |
| Bolivia                         | FINPRO     | Fondo para la Revolución Industrial Productiva                     | 0.4                  | 2015    | Fără materii prime                        |
| Statele Unite ale Americii      | CSF        | Oregon Common School Fund                                          | 2                    | 1859    | Terenuri și redevențe pentru minerale     |
| Senegal                         | FONSIS     | Fonds Souverain d'Investissement Strategiques                      | 0.1                  | 2012    | Fără materii prime                        |
| Palestina                       | PIF        | Palestine Investment Fund                                          | 1.0                  | 2003    | Fără materii prime                        |
| Kiribati                        | RERF       | Revenue Equalization Reserve Fund                                  | 0.4                  | 1956    | Fosfați                                   |
| Vietnam                         | SCIC       | State Capital Investment Corporation                               | 1.2                  | 2006    | Fără materii prime                        |
| Ghana                           | GPF        | Ghana Petroleum Funds                                              | 0.9                  | 2011    | Hidrocarburi                              |
| Gabon                           | FGIS       | Fonds Gabonais d'Investissements Strategiques                      | 1.0                  | 2012    | Hidrocarburi                              |
| Mauritania                      | NFHR       | National Fund for Hydrocarbon Reserves                             | 0.1                  | 2006    | Hidrocarburi                              |
| Australia                       | WAFF       | Western Australian Future Fund                                     | 0.8                  | 2012    | Minerale                                  |
| Mongolia                        | FHF        | Future Heritage Fund                                               | 0.1                  | 2011    | Minerale                                  |
| Guineea Ecuatorială             | FRGF       | Fonds de Réserves pour Générations Futures                         | 0.2                  | 2002    | Hidrocarburi                              |
| Papua Noua Guinee               | PNGSWF     | Papua New Guinea Sovereign Wealth Fund                             | 22                   | 2011    | Hidrocarburi                              |
| Turkmenistan                    | TSF        | Turkmenistan Stabilization Fund                                    | 0.5                  | 2008    | Hidrocarburi                              |
| Statele Unite ale Americii      | WVFF       | West Virginia Future Fund                                          | 19                   | 1997    | Hidrocarburi                              |
| Mexic                           | FMP        | Fondo Mexicano del Petroleo para la Estabilizacion y el Desarrollo | 7                    | 2000    | Hidrocarburi                              |
| Statele Unite ale Americii      | FMP        | Colorado Public School Fund Endowment Board                        | 1.2                  | 2016    | Terenuri și redevențe minerale            |
| Statele Unite ale Americii      | BCPL       | Wisconsin Board of Commissioners of Public Lands                   | 1.4                  | 1848    | Vânzări de terenuri, cherestea și mărfuri |
| Emiratele Arabe Unite Sharjah   | SAM        | Sharjah Asset Management Holding                                   | 2                    | 2008    | Fără materii prime                        |
| Rwanda                          | AGDF       | Agaciro Development Fund                                           | 0.2                  | 2012    | Fără materii prime                        |